# Eugen Václav Bruntálský z Vrbna
Eugen Václav Josef hrabě Bruntálský z Vrbna (německy Eugen Wenzel Josef Graf von Wrbna und Freudenthal, 3. června 1728 Praha – 23. května 1789 Hořovice) byl český šlechtic ze starobylého rodu Bruntálských z Vrbna. Zastával vysoké funkce u císařského dvora, zapojil se do osvícenských aktivit v Čechách (prezident Královské české společnosti nauk) a získal Řád zlatého rouna. Vlastnil statky ve středních Čechách a ve Slezsku.

## Život

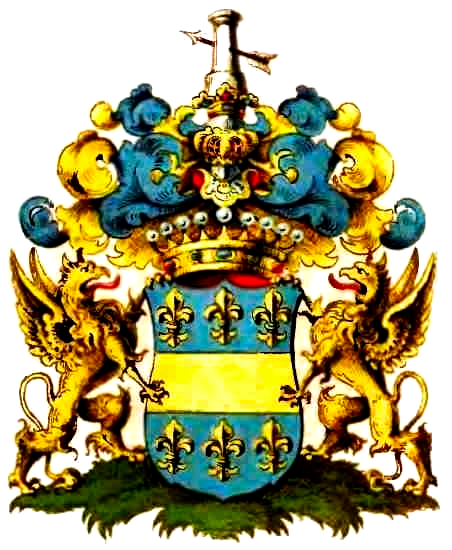
Erb hrabat Bruntálských z Vrbna

Narodil se v Praze jako jediný syn hraběte Norberta Františka Bruntálského z Vrbna (1682–1729) a jeho manželky Aloisie, rozené hraběnky Kinské (1707–1786). Otec Norbert zemřel již v roce 1729 a matka se v roce 1737 podruhé provdala za hraběte Rudolfa Chotka (1706–1771), který také obstaral Eugenovu výchovu a vzdělání, i když podle dochovaných zpráv je patrné, že Eugen vyrůstal mimo rodinu Chotků. Studoval v Lipsku, kde bral hudební lekce u Johanna Sebastiana Bacha. Podnikl kavalírskou cestu po Evropě (Francie, Itálie, Španělsko), v roce 1752 se krátce zapojil do diplomatických služeb, kdy na popud Rudolfa Chotka zjišťoval ve Španělsku možnosti obchodní spolupráce.
Po návratu do Vídně působil v úřadu svého nevlastního otce Rudolfa Chotka, který byl tehdy nejvyšším kancléřem, zároveň se stal c. k. komořím a později tajným radou. V roce 1769 státní služby opustil a věnoval se správě svých statků v Čechách a ve Slezsku. Později se do Vídně vrátil a zastával funkci nejvyššího maršálka císařského dvora (1776–1789).
V roce 1782 obdržel Řád zlatého rouna. Amatérsky se věnoval různým vědním oborům a na hořovický zámek zval alchymisty Již tehdy existovala také železářská huť v Komárově, ale k plnému rozkvětu přivedl železárenství v regionu až jeho syn Rudolf Jan. V letech 1784–1789 byl prezidentem Královské české společnosti nauk. 
Eugen Václav Josef hrabě Bruntálský z Vrbna zemřel 23. května 1789 na zámku v Hořovicích.

### Majetkové poměry a rodina
Po otci byl dědicem rozsáhlého majetku ve středních Čechách, který v době jeho nezletilosti spravovala jako poručnice matka Marie Aloisie. Po fyzickém převzetí dědictví nechal dokončit výstavbu nového zámku v Hořovicích, přestavěl i starý zámek, který v té době sloužil jako obydlí pro panské úředníky. V roce 1767 koupil ve Slezsku panství Velké Heraltice, které již v minulosti jeho rodině patřilo. Využil přitom předkupního práva zakotveného ve smlouvě z roku 1720 při převodu na velehradský klášter. V souvislosti s rozšířením majetku pak dočasně opustil Vídeň a věnoval se správě statků, zámek ve Velkých Heralticích nechal rokokově upravit.
V roce 1754 se ve Vídni oženil s uherskou šlechtičnou hraběnkou Marií Terezií Kolonicsovou z Kologradu (1733–1802). Z jejich manželství se narodilo třináct dětí, pět z nich zemřelo v dětském věku. Hlavním pokračovatelem rodu byl nejstarší syn Rudolf Jan (1761–1823), druhorozený Ladislav (1764–1793) padl ve válkách s revoluční Francií jako důstojník jezdectva. Nejmladší syn Eugen Kleofáš (1766–1841) zdědil Velké Heraltice.